# Mecopodinae
 (décembre 2021).
Si vous disposez d'ouvrages ou d'articles de référence ou si vous connaissez des sites web de qualité traitant du thème abordé ici, merci de compléter l'article en donnant les références utiles à sa vérifiabilité et en les liant à la section « Notes et références ».
Sous-famille
Les Mecopodinae sont une sous-famille d'orthoptères de la famille des Tettigoniidae.

## Liste des genres
Selon Orthoptera Species File (28 mars 2010) :
- Aprosphylini Naskrecki, 1994
  - Aprosphylus Pictet, 1888
  - Cedarbergeniana Naskrecki, 1994
  - Ewanella Naskrecki, 1994
  - Griffiniana Karny, 1910
  - Pseudosaga Brancsik, 1898
  - Zitsikama Péringuey, 1916
- Leproscirtini Gorochov, 1988
  - Leproscirtus Karsch, 1891
- Mecopodini Walker, 1871
  - Anoedopoda Karsch, 1891
  - Arachnacris Giebel, 1861
  - Austromecopoda Rentz, Su & Ueshima, 2006
  - Characta Redtenbacher, 1892
  - Eumecopoda Hebard, 1922
  - Mecopoda Serville, 1831
- Pomatonotini Willemse, 1961
  - Pomatonota Burmeister, 1838
- Sexavaini Karny, 1924
  - Albertisiella Griffini, 1908
  - Dasyphleps Karsch, 1891
  - Diaphlebus Karsch, 1891
  - Huona Kuthy, 1910
  - Mossula Walker, 1869
  - Mossuloides Willemse, 1940
  - Ocica Walker, 1869
  - Paradiaphlebus Bolívar, 1903
  - Paramossula Willemse, 1940
  - Paraphrictidea Willemse, 1933
  - Phrictaeformia Willemse, 1961
  - Phrictaetypus Brunner von Wattenwyl, 1898
  - Phrictidea Bolívar, 1911
  - Pseudophrictaetypus Willemse, 1961
  - Segestes Stål, 1877
  - Segestidea Bolívar, 1903
  - Sexava Walker, 1870
- Tabariini Braun, Chamorro Rengifo & Morris, 2009
  - Encentra Redtenbacher, 1892
  - Rhammatopoda Redtenbacher, 1892
  - Tabaria Walker, 1870
- tribu indéterminée
  - Afromecopoda Uvarov, 1940
  - Apteroscirtus Karsch, 1891
  - Aulocrania Uvarov, 1940
  - Biroa Bolívar, 1903
  - Charisoma Bolívar, 1903
  - Corycoides Uvarov, 1939
  - Diaphlebopsis Karny, 1931
  - Elumiana Uvarov, 1940
  - Euthypoda Karsch, 1886
  - Gressittiella Willemse, 1961
  - Gymnoscirtus Karsch, 1891
  - Ityocephala Redtenbacher, 1892
  - Kheilia Bolívar, 1898
  - Leptophyoides Willemse, 1961
  - Neodiaphlebus Kästner, 1934
  - Pachysmopoda Karsch, 1886
  - Paradiaphlebopsis Kästner, 1934
  - Philoscirtus Karsch, 1896
  - Pseudophyllanax Walker, 1869
  - Vetralla Walker, 1869
  - Zacatula Walker, 1870

## Référence
- Walker, 1871 : Supplement to the catalogue of Dermaptera Saltatoria. Catalogue of the specimens of Dermaptera Saltatoria in the collection of the British Museum. Part V, British Museum, London, p. 1-116.